# عبد الرزاق البدوي
عبد الرزاق البدوي ممثل مغربي مسرحي، ولد عام 1947، وقد مثل في عدة مسرحيات وأفلام أهمها فيلم الملائكة لا تحلق فوق الدارالبيضاء.

## وصلات خارجية
- عبد الرزاق البدوي في موقع السينما
- عبد الرزاق البدوي على موقع IMDb (الإنجليزية)
- عبد الرزاق البدوي على موقع قاعدة بيانات الأفلام العربية
- عبد الرزاق البدوي على موقع أول موفي (الإنجليزية)
- عبد الرزاق البدوي على موقع قاعدة بيانات الفيلم (الإنجليزية)
- عبد الرزاق البدوي على موقع كينوبويسك (الروسية)